# Chionaema metamelas
Chionaema metamelas är en fjärilsart som beskrevs av George Francis Hampson 1914. Chionaema metamelas ingår i släktet Chionaema och familjen björnspinnare. Inga underarter finns listade i Catalogue of Life.